# 김교신
김교신(金敎臣, 1901년 4월 18일 ~ 1945년 4월 25일)은 일제 강점기에 무교회주의 기독교 사상을 전파한 종교인, 사상가, 출판인, 교육자이며 독립유공자이다.

## 생애

### 일본유학
김교신은 1901년 4월 18일, 함경남도 함흥에서 아버지 김염희와 어머니 양신의 사이에서 태어난다. 어렸을 때 한학을 공부하고 함흥보통학교를 거쳐 함흥농업학교를 졸업하였다.
그 뒤 1919년, 일본으로 건너가 도쿄 세이소쿠 영어 학교(正則英語學校)에 입학했다. 1922년 도쿄고등사범학교 영문학과에 입학했으나, 지리·박물과로 전과하였고, 1927년에 졸업하였다. 도쿄유학 당시 일본의 군국주의에 반대하고 성서 중심의 무교회주의를 주창하던 기독교 사상가 우치무라 간조(內村鑑三)와 야나이하라 다다오의 사상에 깊은 영향을 받았다.

### 조선성서연구회
귀국 후 당시 한국인 유학생으로서 이 강의에 참석했던 김교신을 비롯하여 송두용, 유석동, 양인성, 정상훈, 함석헌 등은 조선성서연구회를 조직하여 조선을 성서 위에 세우기 위한 무교회주의 운동을 시작하였다. 김교신이 생각하는 기독교는 교회라는 조직과 그 속에서 유지되어 온 형식이 아닌, 예수와 성서 위에 세워진 조선을 위한 기독교 곧 선교사들의 사상적 지배에서 벗어나 한국인의 얼에 따른 기독교 사상을 생각하고 실천하는 기독교였다.
김교신은 양정고보, 경기고보, 송도고보 등에서 지리학, 박물학 교사로서 기숙학생 지도, "무레사네" 모임 등을 통한 민족정신 고취와 전인교육에 헌신하였다. 유달영, 윤석중, 손기정, 구본술 등 많은 제자들이 김교신에게서 깊은 감화를 받았다. 타고난 체력이 천하장사와 같이 강건하였으며, 그의 곧은 성격과 날카로운 외모로 인해 "양칼"이라는 별명을 가졌었으나, 수업이나 생활 속에서 자주 눈물을 흘릴 정도로 따뜻한 품성을 지녔었다.

### 성서조선 발행

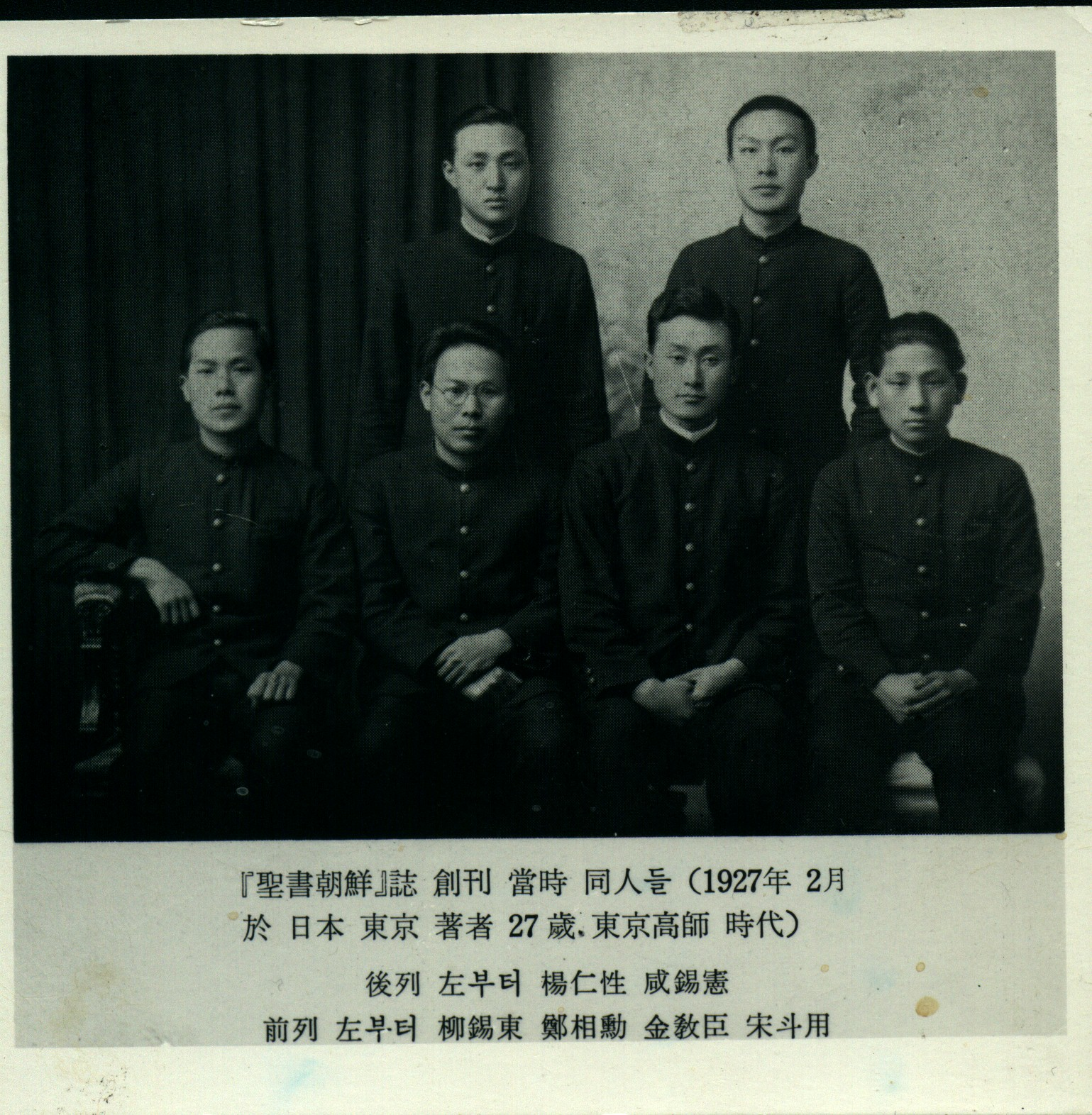
《성서조선》 창간호 멤버. 앞줄 두 번째가 김교신.

김교신은 1927년 7월 월간 동인지 《성서조선》을 창간하여 1942년까지 잡지 발행에도 진력하였다. 당시 김교신은 잡지교정으로 눈이 충혈되고 학교일과 잡지발행일을 같이 하느라 과로하여 병이 날 정도로 무척 열심히 일했으며, 혼자서 수금, 주필, 사무, 배달, 취재, 교정, 교열을 담당하였다. 그러나 김교신은 서점에 배달하러 갈 때마다 “이것도 잡지냐, 팔리지도 않는 잡지를 왜 만드냐”와 같은 모욕을 겪기도 했으며, 같은 기독교인들과의 갈등, 총독부 검열로 인한 잡지 발간의 지연 등, 늘 폐간되기 직전의 위기와 싸워야 했다. 결국 1942년 이른바 성서조선의 권두문 "조와(弔蛙 얼어죽은 개구리를 애도한다라는 뜻)" 로 인한 필화사건이 발생하여 1년 여의 옥고를 치르고, 성서조선은 폐간 당하였다.
김교신은 성서조선의 "조와" 사건이 일어난 1942년 이전에도 이미 조선 총독부의 감시하에서 돼지(군국주의 국가들), 북쪽 아이(나치독일의 침략을 당한 덴마크, 노르웨이, 네덜란드, 벨기에)와 서쪽 어른(폴란드)을 찢는 미친 저먼 셰퍼드(나치독일), 미치기 시작한 불독(무솔리니 독재정권치하의 이탈리아) 등으로 빗댄 우화를 통해 비판하고 있었다.

### 죽음과 광복 이후의 영향
이후 흥남 비료공장에서 노동자들과 함께 생활하다가, 1945년 봄 발진티푸스로 갑자기 세상을 떠났다. 비료공장에서 김교신은 매우 성실하고 강직한 사람이었다. 김교신의 일기 등 그가 저술한 글은 해방 직후 부족했던 한국어 교육의 교본으로 사용할 정도로 뛰어났으며, 그 속에 담긴 김교신의 투철한 교육 철학과 교육 현장의 생생한 이야기들은 후배 교사들에게 많은 영향을 끼쳤다.

## 일기
김교신의 기독교 사상을 이해하는 가장 좋은 방법은 일기를 읽는 것이다. 김교신은 성서조선에 〈일기〉를 연재했는데, 노평구의《김교신 전집》을 부키에서 책으로 만들 때에 3권의 단행본으로 만들어졌고, 익투스에서 김교신 선생의 일기를 정리해서 책으로 만들기도 했다. 일기 내용 속에는, 지리·박물 수업을 위해 찾아간 광산에서 만난 가난한 청소년 노동자들에 대한 슬픔,애국심, 사회주의자였던 친구 한림과의 깊은 우정, 불의를 참지 못하는 강직한 성격, 사회주의 유물론의 늪에 빠진 제자에 대해 애통해 하는 모습, 올바르게 사는 사람이 잘 된다는 믿음, 기독교 신앙은 예수의 복음을 고난으로써 따름이지 교회생활이나 살아서는 부귀영화 누리다가 죽어서 천당을 덤으로 얻으려는 값싼 기복신앙이 아님을 말하는 이야기, 동네 장로교회에 온 개신교 목사의 설교를 듣고 말은 화려하나 내용은 없다고 날카롭게 지적하는 이야기 등이 적혀 있다.

## 문학에서의 언급
소설가 조정래는 《아리랑》과 《태백산맥》에서 김교신을 긍정적으로 묘사한다. 그의 소설에서 김교신 선생은 출연하지는 않지만, 기독교 근본주의자들인 개신교 선교사들의 편협성과 정복성에서 벗어나 조선민족의 기독교를 만들고자 한 기독교 사상가로 묘사된다. 조정래 작가는 아리랑과 태백산맥에서 기독교 사회주의를 실천하려는 진보적인 기독교인들을 두 사람 출연시킨다. 한 사람은 고서완, 한 사람은 서민영인데 고서완은 김교신 선생의 사상에 동의하여 성서조선을 구독하고, 서민영은 기독교 근본주의자인 황순직에게 기독교를 선교사들의 영향에서 벗어나 한민족의 종교가 되게 하려고 하였던 김교신의 사상을 소개한다.

## 비판
김교신이 일본인 우찌무라 간조를 추종하였던 것에 대하여, 김린서 목사는 나라도 일본의 식민지가 된 판에 왜 영적으로도 일본의 식민지를 자처하느냐고 못마땅해 하였다.
하지만 당시 일제는 친일 교회만을 남겨두었기 때문에 오히려 한국 교회는 대부분이 신사참배등 반성서적인 일제에 열성 찬동하는 친일파였다.
반면에 우찌무라 간조는 일본의 전쟁과 식민지등 일본제국주의 자체를 맹비난하며 반대해왔다.
나라 전체가 식민지화와 전쟁을 찬성하고 한국인을 개취급하는 일본에서의 유학 시절 우찌무라 간조가 한국식민지화와 제국주의를 비난하고  반대하는 것은 김교신에게 큰 감동을 주었다.  그는 무교회주의에 감명 받았다기보다 제국주의 반대에 감명 받았다고 봐야 한다.  당시 일본과 한국의 대부분의 교회는 전쟁을 일으켜 타국민을 학살하고 남의 나라를 빼앗는 반성서적인  친 제국주의, 친일파였다.  일제는 한국에 친일, 친제국주의 교회만을 살려두었기 때문이었다. 그가 교회에 참여하지 않는 무교회를 실천한 것은 친일, 제국주의교회를 한정한 것이지 하나님의 교회 자체를 부정한 것은 아니었다.
김교신은 해방을 보지 못하고 1945년 죽음을 맞이해 진정한 한국 교회의 모습도 보지 못했다. 그가 일평생 보아온 것은 친일, 친제국주의 교회였다.

## 같이 보기
| - 성서조선 - 세이소쿠가쿠엔 고등학교 - 유달영 - 이승훈 - 이상재 - 조만식 - 윤치호 - 유영모 - 이승만 - 김석창 - 김예진 | - 주기철 - 안재홍 - 안창호 - 오영선 - 장준하 - 함석헌 - 공덕귀 |